# Pinhay
Pinhay is een gehucht in de civil parish Combpyne Rousdon. Het is gelegen in het bestuurlijke gebied East Devon in het Engelse graafschap Devon.  
Het gehucht ligt ongeveer 2,4 km ten zuidwesten van Lyme Regis, de dichtstbijzijnde stad. Bij Pinhay ligt Pinhay Bay, een baai die onderdeel is van de Jurassic Coast.  